# Horreur de Noël

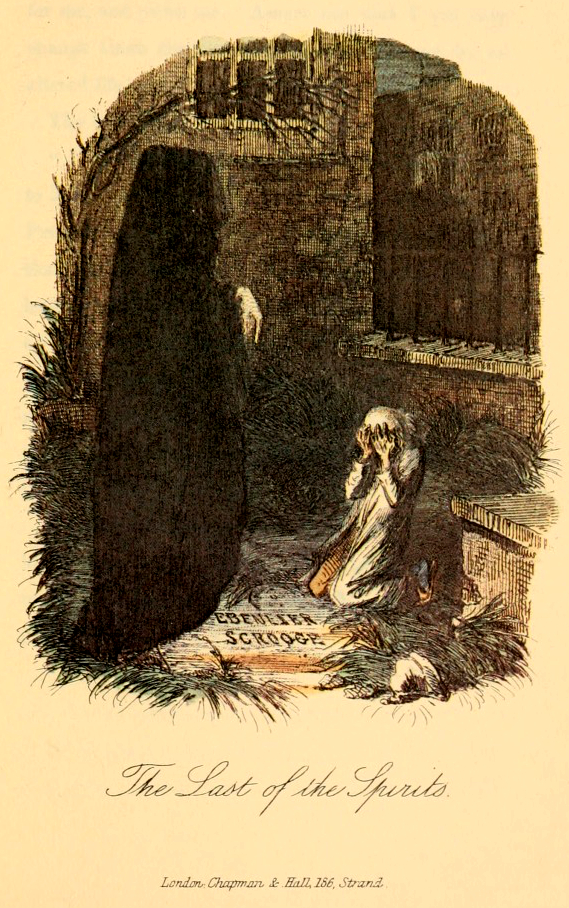
Le fantôme de Noël à venir terrorise Ebenezer Scrooge

 (octobre 2024).
 (novembre 2024).
Le contenu est difficilement compréhensible vu les erreurs de traduction, qui sont peut-être dues à l'utilisation d'un logiciel de traduction automatique.
L'horreur de Noël est un genre de fiction et de film qui intègre des éléments d'horreur dans un cadre saisonnier.

## Origines et histoire
Le genre fait partie d'une tradition saisonnière au Royaume-Uni qui remonte aux célébrations préhistoriques du solstice d'hiver,,. Selon le Hollywood Reporter, cela faisait partie d'une ancienne tradition associant la mort de l'hiver à la renaissance prochaine du printemps, citant Le Conte d'hiver de Shakespeare de 1623 comme précurseur du genre.
Le film de Charles Dickens, Un chant de Noël de 1843, est un des premiers exemples de ce genre dans la fiction, qui, selon le British Film Institute, « a lié pour toujours la période des fêtes au genre » (p9),,,. Dickens a écrit d'autres histoires de fantômes se déroulant pendant les vacances, comme « The Signal-man » de 1866.
M. James a écrit des histoires de fantômes au début des années 1900 qu'il lisait à haute voix à ses amis à l'époque de Noël dans le cadre d'une tradition de divertissements de vacances de ce type,. En 1954, la maison d'édition américaine EC Comics a publié une édition de Vault of Horror intitulée « ...And All Through the House » qui mettait en scène un tueur déguisé en Père Noël(pp3–4),.
L'horreur était présente dans les films sur le thème de Noël datant du début des années 1900 (p3). Parmi les premiers exemples, on peut citer La Veille de Noël (1913) de Wladyslaw Starewicz, La Voiture fantôme (1921) de Victor Sjostrom et Qui a tué le Père Noël (1941) de Christian-Jaque(p3).
Dans les années 1970, la BBC diffusait chaque année une émission intitulée A Ghost Story for Christmas, basée sur les nouvelles de James. Elle a ensuite produit Ghost Stories for Christmas de Christopher Lee dans lequel Lee jouait James lisant ses histoires à haute voix, puis un redémarrage de Ghost Story for Christmas, les deux séries étant diffusées au début des années 2000.
Le genre cinématographique a pleinement émergé dans les années 1970 et a suscité la controverse (p3),,. Les premiers exemples du genre moderne de l'horreur de Noël au cinéma sont Qui a tué tante Roo ? de 1971. et Douce nuit, nuit sanglante de 1972,. Tales from the Crypt, sorti en 1972, a été adapté du film Vault of Horror « ...And All Through the House » et a été le premier film à présenter un tueur déguisé en Père Noël (p3),. Black Christmas de 1974 est considéré comme un classique influent du genre,, et selon Stephen Thrower généralement considéré comme une influence sur Halloween de 1978. Le genre a disparu pendant quelques années au milieu d'une surabondance de films d'horreur à la fin des années 1970 et au début des années 1980, mais a été relancé par Gremlins et Silent Night, Deadly Night, tous deux en 1984, et relancé de la fin des années 80 jusqu'à au moins la fin des années 2010 (p4).

## Conventions
Le genre juxtapose généralement des éléments d'horreur avec des attentes saisonnières communautaires d'une période de paix et de gentillesse (p3),. Le genre est défini par un décor nostalgique de Noël, généralement avec de la neige, des décorations et de la musique emblématiques, des lumières scintillantes et des chanteurs de Noël, le tout destiné à invoquer un sentiment de paix avant d'induire un sentiment de terreur (p5).
Les romans et films d'horreur de Noël sont parfois basés sur des éléments d'horreur issus de diverses traditions de narration de Noël, notamment Krampus et Perchta d'Europe centrale et Gryla du folklore islandais, qui punissent les mécréants, parfois en coopération avec le Père Noël, et Kallikantzaroi d'Europe du Sud-Est, qui créent le chaos général pendant la saison. Les exemples de ce genre dans lesquels un tueur se déguise en Père Noël sont courants, tandis que ceux dans lesquels un vrai Père Noël commet des violences sont rares mais existent,.

## Popularité
Paste a lié la popularité du genre à la juxtaposition de la violence et de la peur avec une saison qui est communément considérée comme une période où les gens sont censés se traiter les uns les autres avec une gentillesse inhabituelle, affirmant que « déclencher un bain de sang contre le spectre immaculé et jalousement gardé de Noël, d'un autre côté, a toujours été une tentative d'offense délibérée, car il y a toujours eu des gens qui prennent très au sérieux la défense de l'image de la fête. Peut-être que démolir cette institution (ou du moins la taquiner doucement) est tout simplement trop tentant pour y résister. »
Le Hollywood Reporter a émis l'hypothèse que l'attrait du genre était le reflet du fait que « Noël n'est pas la période la plus heureuse de l'année pour tout le monde » et qu'il offrait « un moyen de conquérir et de contrôler certains des aspects les moins agréables qui s'infiltrent dans les vacances ».
NPR a déclaré que la pertinence du genre semblait évidente : « Il n'est pas trop difficile de démontrer que les histoires de Noël peuvent être effrayantes.... ce grand homme qui se faufile chez vous à minuit après vous avoir observé toute l'année. Pas étonnant qu'il existe tout un genre de films d'horreur sur le thème de Noël".
Matthew DuPée, auteur de A Scary Little Christmas: A History of Yuletide Horror Films, a écrit que les cinéphiles « recherchant une alternative exaltante aux films de Noël écœurants et réconfortants que l'on trouve sur Hallmark Channel » expliquaient la popularité du genre (p2).
Le genre a des exemples dans plusieurs pays. Le film Sint (2010) de Dick Maas a suscité la controverse parmi les conservateurs néerlandais. Les films canadiens comprennent The Brain, Decoys et The Lodge. Unholy Night était islandais et Rare Exports finlandais. Des exemples existent dans les industries cinématographiques française, espagnole, belge et de Bollywood (pp299–300).

## Controverse
Alors que de nombreux critiques ont dénigré le genre de l'horreur et en particulier le genre slasher, l'apparition de Silent Night, Deadly Night en 1984, malgré la sortie d'autres films, dont la même année Don't Open till Christmas, a suscité des protestations déclenchées par le matériel promotionnel, qui mettait en vedette un Père Noël tueur avec le slogan: « Il sait quand vous avez été vilain ! »,, Six versions de la publicité télévisée du film ont été soumises à l'administration du code publicitaire de la Motion Picture Association avant qu'elle ne soit approuvée.
Le film était également inhabituel dans le sens où il intégrait pleinement Noël, et en particulier le Père Noël, dans l’intrigue. Selon le rédacteur en chef de Fangoria, Michael Gingold, le film, « scène après scène, démontre une haine pour Noël ».
Selon Going to Pieces: The Rise and Fall of the Slasher Film, un documentaire de 2006, le film « est devenu le point d'éclair, déclenchant des protestations à travers le pays ». Le film est sorti sur la côte Est et dans le Midwest en novembre 1984 par TriStar Pictures, mais les protestations et leur couverture nationale ont conduit au retrait du film de la distribution une semaine plus tard,. Certains théâtres ont continué à le diffuser, notamment à Buffalo et à Boston. Le film a finalement été réédité par Aquarius Film Releasing avec du matériel promotionnel mettant l'accent sur le fait que le film était si scandaleux que « les parents du monde entier » avaient « essayé de l'interdire » et sans images du Père Noël ni références à Noël.